# Письмо 130-ти
Письмо 130 — обращение представителей абхазской интеллигенции к руководству Советского Союза, отправленное в апреле 1977 года. Это письмо стало одним из ключевых документов, отражающих стремление абхазского народа защитить свою национальную идентичность и восстановить права, утраченные в результате политических решений, принятых в 1931 году.
Среди подписавших письмо были видные представители абхазской интеллигенции:
- Георгий Дзидзария — историк;
- Баграт Шинкуба — писатель и общественный деятель;
- Константин Шакрыл — учёный и общественный деятель;
- Тамара Шакрыл — филолог;
- Екатерина Шакрыл — литературовед.

Эти люди активно отстаивали права абхазского народа и играли важную роль в культурной и политической жизни региона.

### Исторический контекст
С момента включения Абхазской ССР в состав Грузинской ССР в 1931 году как автономной республики, абхазский народ неоднократно выражал недовольство политикой, направленной на ограничение его культурных и политических прав. Включение в состав Грузинской ССР сопровождалось проведением мер по насильственной грузинизации, сокращению использования абхазского языка и ограничению автономии. Эти процессы вызывали сильное напряжение в абхазском обществе, которое видело в них угрозу своей национальной идентичности.

### Содержание письма
Письмо, подписанное представителями абхазской интеллигенции, выражало обеспокоенность положением абхазского народа в составе Грузинской ССР. В тексте содержалась просьба к центральным властям СССР восстановить статус Абхазии как союзной республики, которым она обладала с 1921 по 1931 год. Подписанты подчеркивали, что включение Абхазии в состав Грузинской ССР произошло без учета мнения абхазского народа и в ущерб его национальным интересам.
Основные пункты, затронутые в письме:
- Нарушение прав абхазов на национальное самоопределение;
- Угрозы исчезновения абхазского языка и культуры;
- Необходимость пересмотра статуса Абхазии в рамках СССР.

### Реакция
Письмо 130 вызвало широкий резонанс, как в Абхазии, так и за её пределами. Центральное руководство СССР не удовлетворило просьбу подписантов, что стало причиной дальнейшей политической мобилизации абхазского общества. Тем не менее, документ сыграл важную роль в развитии национального движения Абхазии, которое достигло своего апогея в конце 1980-х годов.

### Значение
«Письмо 130» стало символом борьбы абхазского народа за свои права в условиях ограниченной автономии. Оно отразило глубокую обеспокоенность абхазской интеллигенции за сохранение национальной идентичности и определило направление дальнейших политических требований.